# Wandella
Wandella is een geslacht van spinnen uit de  familie van de Filistatidae (spleetwevers).

## Soorten
- Wandella alinjarra Gray, 1994
- Wandella australiensis (L. Koch, 1873)
- Wandella barbarella Gray, 1994
- Wandella centralis Gray, 1994
- Wandella diamentina Gray, 1994
- Wandella murrayensis Gray, 1994
- Wandella orana Gray, 1994
- Wandella pallida Gray, 1994
- Wandella parnabyi Gray, 1994
- Wandella stuartensis Gray, 1994
- Wandella waldockae Gray, 1994